# Норман Росс
Норман Росс (англ. Norman Ross, 2 травня 1895 — 19 червня 1953) — американський плавець.
Олімпійський чемпіон 1920 року.